# Raging
"Raging" is een single van de Noorse DJ Kygo en de Ierse band Kodaline. Het nummer kwam uit als de tweede promotiesingle van Kygo's debuutalbum Cloud Nine. De single is onder andere geschreven door James Bay. Het nummer werd ook gebruikt in de voetbalgame FIFA 17.

## Hitnoteringen

### Nederlandse Top 40
| Hitnotering: 16-04-2016 t/m 18-06-2016 | Hitnotering: 16-04-2016 t/m 18-06-2016 | Hitnotering: 16-04-2016 t/m 18-06-2016 | Hitnotering: 16-04-2016 t/m 18-06-2016 | Hitnotering: 16-04-2016 t/m 18-06-2016 | Hitnotering: 16-04-2016 t/m 18-06-2016 | Hitnotering: 16-04-2016 t/m 18-06-2016 | Hitnotering: 16-04-2016 t/m 18-06-2016 | Hitnotering: 16-04-2016 t/m 18-06-2016 | Hitnotering: 16-04-2016 t/m 18-06-2016 | Hitnotering: 16-04-2016 t/m 18-06-2016 | Hitnotering: 16-04-2016 t/m 18-06-2016 |
| Week:                                  | 1                                      | 2                                      | 3                                      | 4                                      | 5                                      | 6                                      | 7                                      | 8                                      | 9                                      | 10                                     |                                        |
| -------------------------------------- | -------------------------------------- | -------------------------------------- | -------------------------------------- | -------------------------------------- | -------------------------------------- | -------------------------------------- | -------------------------------------- | -------------------------------------- | -------------------------------------- | -------------------------------------- | -------------------------------------- |
| Positie:                               | 34                                     | 31                                     | 27                                     | 24                                     | 21                                     | 21                                     | 25                                     | 25                                     | 27                                     | 33                                     | uit                                    |

### NederlandseSingle Top 100
| Hitnotering: 09-04-2016 t/m 13-08-2016 | Hitnotering: 09-04-2016 t/m 13-08-2016 | Hitnotering: 09-04-2016 t/m 13-08-2016 | Hitnotering: 09-04-2016 t/m 13-08-2016 | Hitnotering: 09-04-2016 t/m 13-08-2016 | Hitnotering: 09-04-2016 t/m 13-08-2016 | Hitnotering: 09-04-2016 t/m 13-08-2016 | Hitnotering: 09-04-2016 t/m 13-08-2016 | Hitnotering: 09-04-2016 t/m 13-08-2016 | Hitnotering: 09-04-2016 t/m 13-08-2016 | Hitnotering: 09-04-2016 t/m 13-08-2016 | Hitnotering: 09-04-2016 t/m 13-08-2016 | Hitnotering: 09-04-2016 t/m 13-08-2016 | Hitnotering: 09-04-2016 t/m 13-08-2016 | Hitnotering: 09-04-2016 t/m 13-08-2016 | Hitnotering: 09-04-2016 t/m 13-08-2016 | Hitnotering: 09-04-2016 t/m 13-08-2016 | Hitnotering: 09-04-2016 t/m 13-08-2016 | Hitnotering: 09-04-2016 t/m 13-08-2016 | Hitnotering: 09-04-2016 t/m 13-08-2016 | Hitnotering: 09-04-2016 t/m 13-08-2016 |
| Week:                                  | 1                                      | 2                                      | 3                                      | 4                                      | 5                                      | 6                                      | 7                                      | 8                                      | 9                                      | 10                                     | 11                                     | 12                                     | 13                                     | 14                                     | 15                                     | 16                                     | 17                                     | 18                                     | 19                                     |                                        |
| -------------------------------------- | -------------------------------------- | -------------------------------------- | -------------------------------------- | -------------------------------------- | -------------------------------------- | -------------------------------------- | -------------------------------------- | -------------------------------------- | -------------------------------------- | -------------------------------------- | -------------------------------------- | -------------------------------------- | -------------------------------------- | -------------------------------------- | -------------------------------------- | -------------------------------------- | -------------------------------------- | -------------------------------------- | -------------------------------------- | -------------------------------------- |
| Positie:                               | 58                                     | 48                                     | 43                                     | 37                                     | 32                                     | 29                                     | 27                                     | 27                                     | 26                                     | 27                                     | 34                                     | 44                                     | 50                                     | 64                                     | 80                                     | 74                                     | 93                                     | 87                                     | 94                                     | uit                                    |

### NederlandseMega Top 50
| Hitnotering: 16-04-2016 t/m 28-05-2016 | Hitnotering: 16-04-2016 t/m 28-05-2016 | Hitnotering: 16-04-2016 t/m 28-05-2016 | Hitnotering: 16-04-2016 t/m 28-05-2016 | Hitnotering: 16-04-2016 t/m 28-05-2016 | Hitnotering: 16-04-2016 t/m 28-05-2016 | Hitnotering: 16-04-2016 t/m 28-05-2016 | Hitnotering: 16-04-2016 t/m 28-05-2016 | Hitnotering: 16-04-2016 t/m 28-05-2016 |
| Week:                                  | 1                                      | 2                                      | 3                                      | 4                                      | 5                                      | 6                                      | 7                                      |                                        |
| -------------------------------------- | -------------------------------------- | -------------------------------------- | -------------------------------------- | -------------------------------------- | -------------------------------------- | -------------------------------------- | -------------------------------------- | -------------------------------------- |
| Positie:                               | 39                                     | 36                                     | 44                                     | 33                                     | 35                                     | 46                                     | 44                                     | uit                                    |

## Releasedata
| Land       | Releasedatum | Formaat        | Label |
| ---------- | ------------ | -------------- | ----- |
| Wereldwijd | 1 april 2016 | Muziekdownload | Sony  |